# خشخاش كبير
خشخاش كبير  قرية سوريّة تتبع إداريّاً لمحافظة حلب منطقة عين العرب ناحية صرين، بلغ تعداد سكانها 932 نسمة حسب التعداد السكاني لعام 2004.